# Mellingen AG
| AG ist das Kürzel für den Kanton Aargau in der Schweiz. Es wird verwendet, um Verwechslungen mit anderen Einträgen des Namens Mellingen zu vermeiden. |

Mellingen (schweizerdeutsch: ˈmɛliɡə) ist eine Einwohnergemeinde im Schweizer Kanton Aargau. Die Kleinstadt gehört zum Bezirk Baden und liegt auf halbem Weg zwischen Baden und Lenzburg an der Reuss.

## Geographie
Der historische Kern liegt auf der linken Seite der Reuss, die hier von Südosten nach Nordwesten fliesst. Das überbaute Gebiet erstreckt sich über die Ebene am Fluss, die im Norden und Osten durch die einst vom Reussgletscher geschaffene, grösstenteils bewaldete Endmoräne und im Südwesten durch den Wagenrain begrenzt wird, und über den Berghang östlich der Reuss. Diese fliesst oberhalb von Mellingen durch ein tief in die Schotterterrasse eingegrabenes Tal, und im Nordwesten durchbricht sie in einer etwa 40 Meter tiefen Schlucht die Endmoräne. Der mächtige, 70 Meter hohe Hügel Gruemet ist ein Relikt der Moräne, die der Gletscher bei einem Vorstoss während der letzten Eiszeit, dem sogenannten «Mellingen-Vorstoss», schuf.
Im Schotterboden kann das Niederschlagswasser leicht abfliessen, weshalb ausser der Reuss nur wenige Fliessgewässer im Gebiet von Mellingen vorkommen. In der Fislisbachermatt mündet der Mülibach in den Fluss, der von Niederrohrdorf durch ein kleines Tal nach Mellingen hinunterfliesst. Zwischen Wohlenschwil, Büblikon und Mellingen entwässern der kanalisierte Laubisbach und der Franzosengraben und der Schwarzgraben das ehemalige Feuchtgebiet am Rand der Ebene. Der Franzosengraben wurde bei der Melioration in den 1950er Jahren eingedolt und um 2020 beim Bau der Umfahrung Mellingen wieder freigelegt. Eine ehemalige Kiesgrube östlich des Gruemet schuf eine Senke im Moränengebiet, in welcher heute ein See liegt.
Die Fläche des Gemeindegebiets beträgt 487 Hektaren, davon sind 152 Hektaren bewaldet und 149 Hektaren überbaut. Der höchste Punkt liegt auf 445 Metern im Gebiet Schneeschmelzi (Brand), rund zwei Kilometer ostnordöstlich des Zentrums, der tiefste auf 344 Metern an der Reuss.
Die Nachbargemeinden von Mellingen sind Birmenstorf im Nordwesten, Fislisbach im Norden, Niederrohrdorf im Osten, Stetten im Südosten, Tägerig im Süden und Wohlenschwil im Westen. Im Norden grenzt Mellingen ausserdem an die Exklave Rütihof der Gemeinde Baden.

## Naturschutz
Die Uferzone entlang der Reuss zählt zu den schönsten und naturkundlich bedeutenden Landschaften der Schweiz. Die naturnahe Flusslandschaft mit den Eiszeitrelikten, Biotopen und vielen kulturgeschichtlichen Objekten ist im Bundesinventar der Landschaften und Naturdenkmäler von nationaler Bedeutung aufgeführt (BLN-Nummer 1305). Im Perimeter des BLN-Gebiets Reusslandschaft, das die Flussstrecke von Sins bis nach Windisch umfasst, liegen die Altstadt von Mellingen sowie oberhalb und unterhalb davon die Naturlandschaft beidseits des Flusses.
Das Feuchtgebiet in einer ehemaligen Kiesgrube bei Äbereich östlich von Mellingen ist zusammen mit dem steilen Reusshang «Risi» als kantonales Naturschutzgebiet (Schutzgebiet AG 436) ausgewiesen. Es gehört zudem zu den Amphibienlaichgebieten von nationaler Bedeutung und ist ein Biotop für seltene Pflanzen und Insekten.

## Geschichte

Historisches Luftbild von 1922, aufgenommen von Walter Mittelholzer

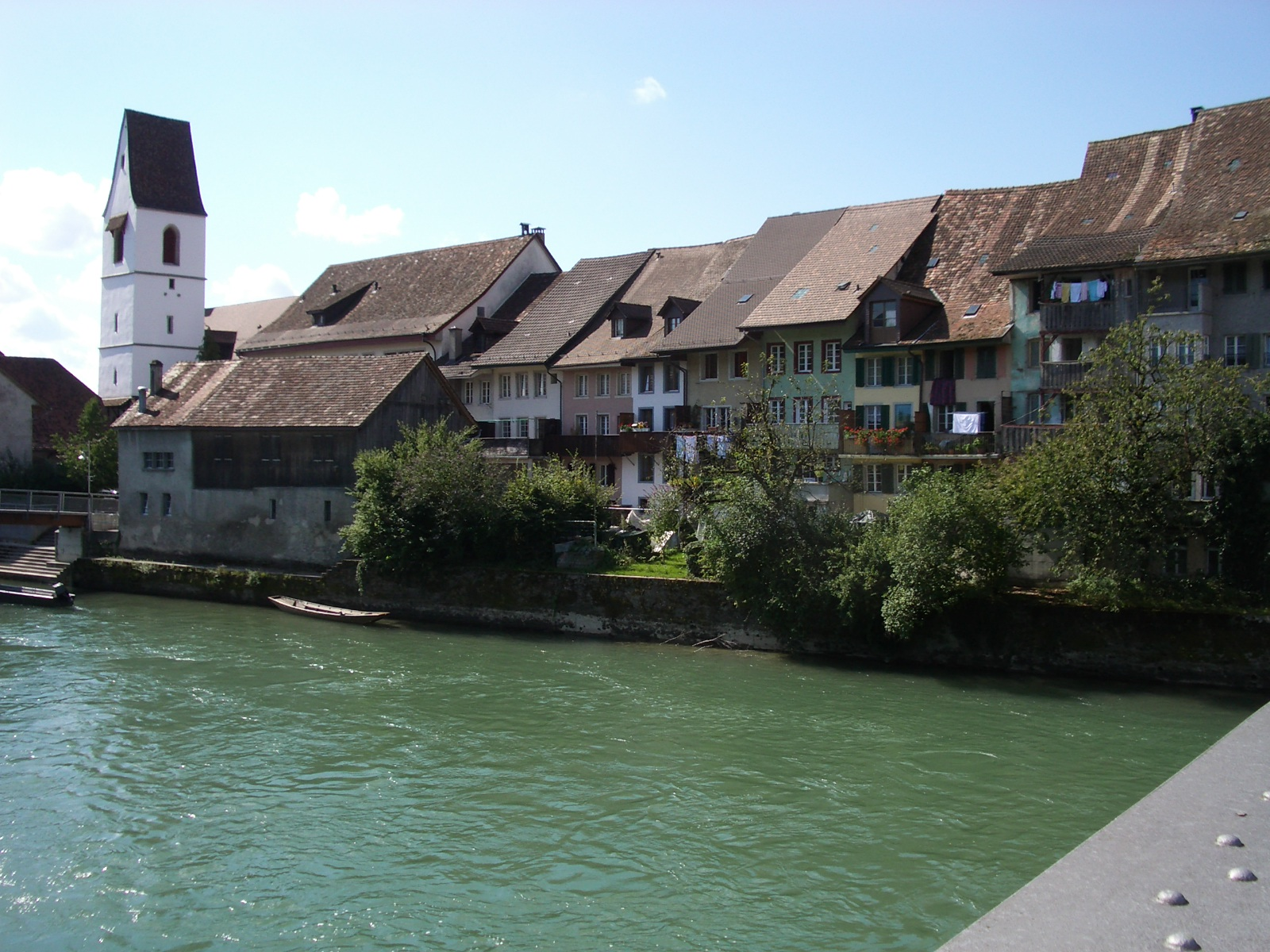
Altstadt von Südosten

Auf dem Gemeindegebiet gibt es mehrere Fundstellen aus der Mittelsteinzeit und der Jungsteinzeit. Die Dorfsiedlung Mellingen stammt aus alamannischer Zeit. Die Kirche ist in einem Dokument von 1045 erstmals urkundlich erwähnt. Das Dorf war nicht identisch mit dem heutigen Städtchen. Es lag am rechten Ufer der Reuss und hiess im Hochmittelalter auch Trostburger Twing. Der Ortsname stammt vom althochdeutschen Mellingun und bedeutet «bei den Leuten des Mello». Im Spätmittelalter war der Name Menelingen in Gebrauch.
Das Dorf und das Gebiet links der Reuss gehörten zuerst den Grafen von Lenzburg und gelangten aus deren Erbe in den Besitz der Grafen von Kyburg. Um 1230 gründeten die Kyburger den befestigten Markt Mellingen am linken Ufer der Reuss und liessen ihn mit einer Ringmauer befestigen. Seit der Mitte des 13. Jahrhunderts bestand eine Brücke über den Fluss. Die Habsburger, die 1273 Landesherren geworden waren, verliehen Mellingen 1296 das gleiche Stadtrecht wie Winterthur, worauf diese dort eine deutschsprachige Abschrift des Stadtrechts bestellten. Im Jahr 1364 erwarb die Stadt die niedere Gerichtsbarkeit über den Trostburger Twing. Um 1400 erhielt die Stadt auch die Blutgerichtsbarkeit.
1415 eroberten die Eidgenossen den habsburgischen Aargau. Mellingen lag nun in der Grafschaft Baden, vermochte aber sein Marktrecht und seine gerichtliche Autonomie zu behaupten. Im Jahr 1512 erhielt die Stadt von Papst Julius II. ein Juliusbanner für die 1508–1512 im Grossen Pavier Feldzug geleisteten Dienste zur Vertreibung der Franzosen. Die Zehnten musste die Stadt an das Kloster Königsfelden abliefern, der Twing stand dem Agnesspital in Baden zu. Mellingen besass die niedere Gerichtsbarkeit über Stetten (1415–1494) und Tägerig (1543–1798). Am 1. September 1505 zerstörte ein Stadtbrand rund drei Viertel der Gebäude in der Stadt.
Das katholische Mellingen war der wichtigste Brückenkopf zwischen den reformierten Städten Bern und Zürich. Es war deshalb Schauplatz zahlreicher konfessionell motivierter Kampfhandlungen. Zwischen 1528 und 1712 wurde das Städtchen nicht weniger als zwölf Mal durch Truppen besetzt, so zum Beispiel vor der Entscheidungsschlacht im Schweizer Bauernkrieg von 1653. Die aufständischen Bauern kapitulierten bei Wohlenschwil vor den Toren der Stadt und mussten im Mellinger Frieden harte Bedingungen akzeptieren. Nach dem Zweiten Villmergerkrieg von 1712 kam Mellingen unter die Herrschaft der reformierten Städte Zürich und Bern sowie des paritätischen Ortes Glarus.
Im März 1798 nahmen die Franzosen die Schweiz ein und errichteten die Helvetische Republik. Mellingen musste seine Sonderstellung aufgeben und gehörte zum kurzlebigen Kanton Baden. Erst damals wurde der Trostburger Twing endgültig ein fester Bestandteil Mellingens. Seit 1803 gehört die Gemeinde zum Kanton Aargau.
Mellingen engagierte sich stark für den Bau der Nationalbahn. Am 6. September 1877 konnte die Bahnstrecke Zofingen–Wettingen mit der Reussbrücke und dem Bahnhof Mellingen eröffnet werden, doch bereits ein Jahr später ging das Unternehmen bankrott. Um die Schulden zu begleichen, musste der gesamte Waldbestand der Ortsbürgergemeinde an den Kanton und das Wies- und Ackerland an die nachmalige Kantonalbank verkauft werden.
Um 1900 verschwand wegen der Reblaus-Epidemie der seit dem Mittelalter gepflegte Weinbau. Etwa um dieselbe Zeit siedelten sich erste Industriebetriebe an. Um 1970 entstand neben dem Bahnhof das grösste Tanklager für Benzin- und Öl der Schweiz. Von den 1960er Jahren bis zum frühen 21. Jahrhundert hatte das Städtchen seine grösste Wachstumsphase, als die Einwohnerzahl um mehr als zwei Drittel zunahm und die Siedlungsfläche stark erweitert wurde. Am 22. Mai 1975 nahm die SBB den Abschnitt der neuen Bahntransversale von Zürich nach Bern durch den Heitersbergtunnel nach Killwangen mit dem neuen Bahnhof Mellingen Heitersberg im Tal des Mühlebachs in Betrieb.

## Sehenswürdigkeiten

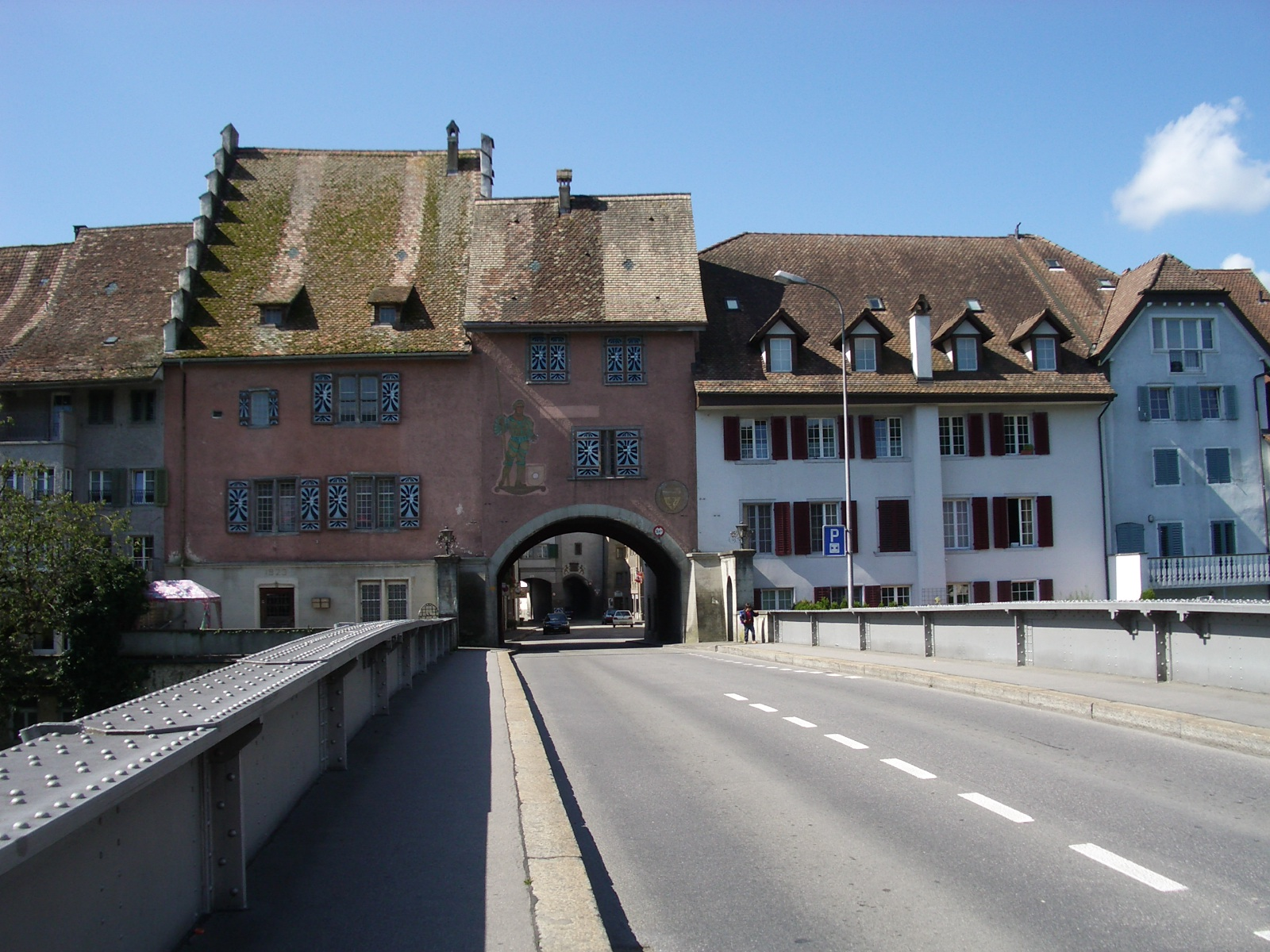
Reussbrücke mit Brückentor

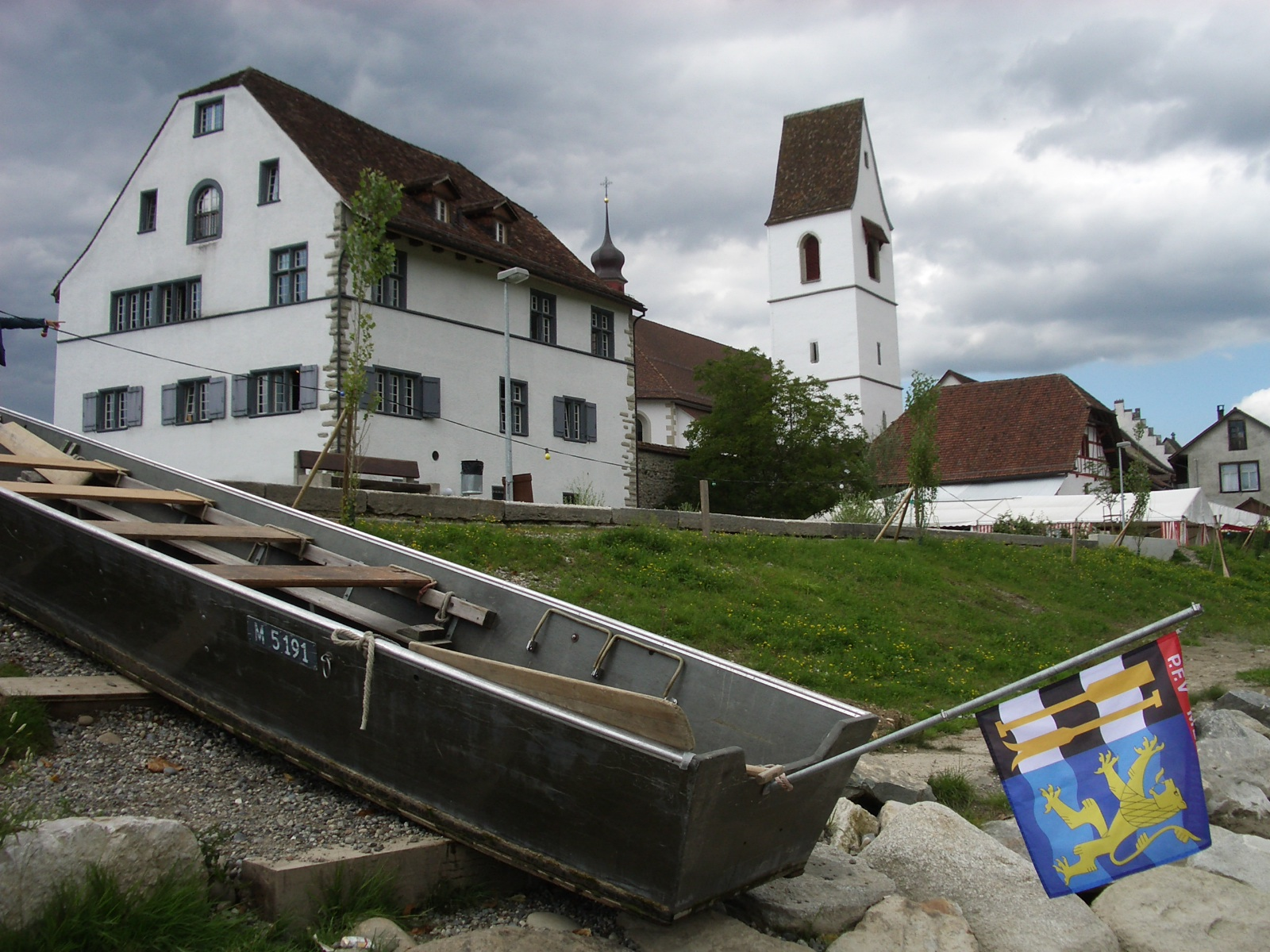
Iberghof und Stadtkirche

Das Zentrum Mellingens ist die mittelalterliche Altstadt. Sie zählt wegen ihrer gut erhaltenen historischen Architektur zu den schützenswerten Ortsbildern der Schweiz. Ihr Grundriss entspricht annähernd einem gleichschenkligen Dreieck, das sich dem linken Ufer der Reuss entlangzieht. Die kurze Hauptgasse zwischen Lindenplatz und Reussbrücke teilt die Altstadt in ihrer Mitte. Links und rechts davon zweigen je zwei Gassen ab, die sich einerseits beim Hexenturm und anderseits auf dem Kirchplatz vereinigen. Die Stadtmauern wurden im 18. Jahrhundert dem Verfall überlassen und mehrheitlich abgebrochen.
Der Zeitturm erhebt sich über dem Lenzburgertor am stumpfen Winkel im Südwesten des Stadtgrundrisses. An beiden Fassaden des mit einem schlanken Dachreiter versehenen Turms sind Uhren eingerichtet, wobei das der Hauptgasse zugewandte Zifferblatt besonders reich verziert ist. Das Lenzburgertor ist das einzige Stadttor im Kanton Aargau, bei dem das Vorwerk erhalten geblieben ist. Der zylinderförmige Rundturm am nordwestlichen Ende der Altstadt (auch als Hexenturm bezeichnet) diente einst zur Verteidigung des nördlichen Vorgeländes. 1902 brannte er aus und wurde danach wieder instand gesetzt.

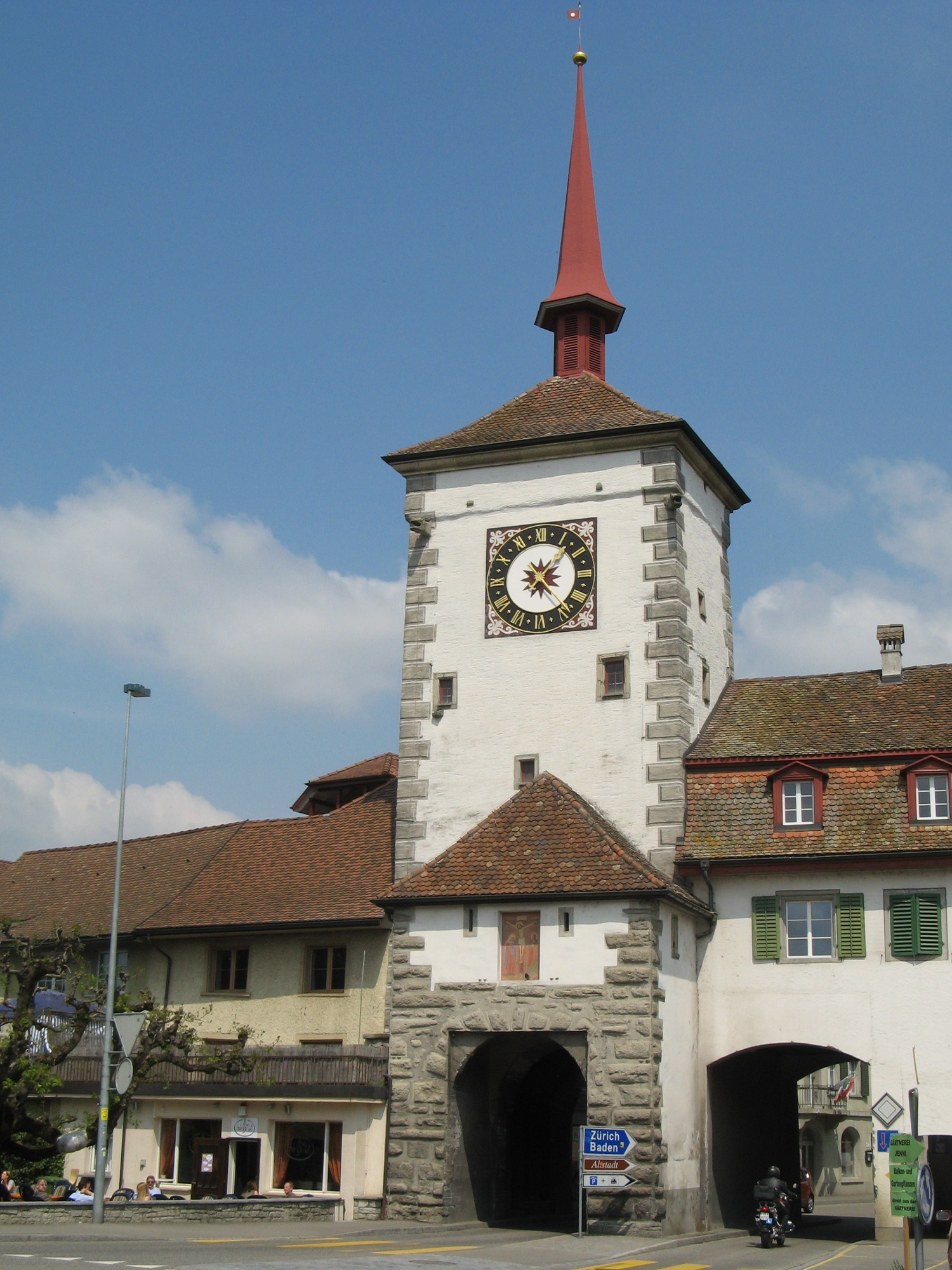
Zeitturm mit Lenzburgertor

Der ersten, im Jahr 1253 erwähnten Brücke über die Reuss folgten mehrere Neubauten. Die 1794 errichtete pfeilerlose Holzbrücke Mellingen wurde 1928 durch eine Stahlkonstruktion ersetzt. Zur Brücke gelangt man von der Hauptgasse aus durch das Brückentor (auch Grosses Tor genannt). Flankiert wird es vom ehemaligen Rathaus und einem ehemaligen Gasthaus. Der Kern des Rathauses reicht bis ins 13. Jahrhundert zurück. Die Gemeindeverwaltung nutzt das Gebäude seit 1856 nicht mehr; die Ausstattung der spätgotischen Ratsstube wurde 1889 entfernt und ist heute im Schweizerischen Landesmuseum ausgestellt. 2012 kam bei der Renovation des Brückentors eine Wandmalerei zum Thema des «Salomonischen Urteils» aus dem 16. Jahrhundert zum Vorschein. An der südöstlichen Ecke der Altstadt steht der Iberghof, ein befestigtes Gebäude mit angebautem Rundturm, das auf das Mittelalter zurückgeht.
Dem Iberghof zugewandt ist die katholische Stadtkirche. Ein Vorgängerbau dürfte an dieser Stelle bereits im 10. Jahrhundert existiert haben. Das heutige frühbarocke Kirchengebäude entstand in den Jahren 1675/76. Erhalten geblieben ist der Kirchturm aus dem 13. oder 14. Jahrhundert, der jedoch seither freistehend und nicht direkt mit dem übrigen Gebäude verbunden ist. Das Kircheninnere wurde im 19. Jahrhundert im klassizistischen Stil umgestaltet. An der Verzweigung von Lenzburger- und Bremgarterstrasse stehen neben dem Friedhof die katholische Antoniuskapelle und die reformierte Kirche.

## Wappen

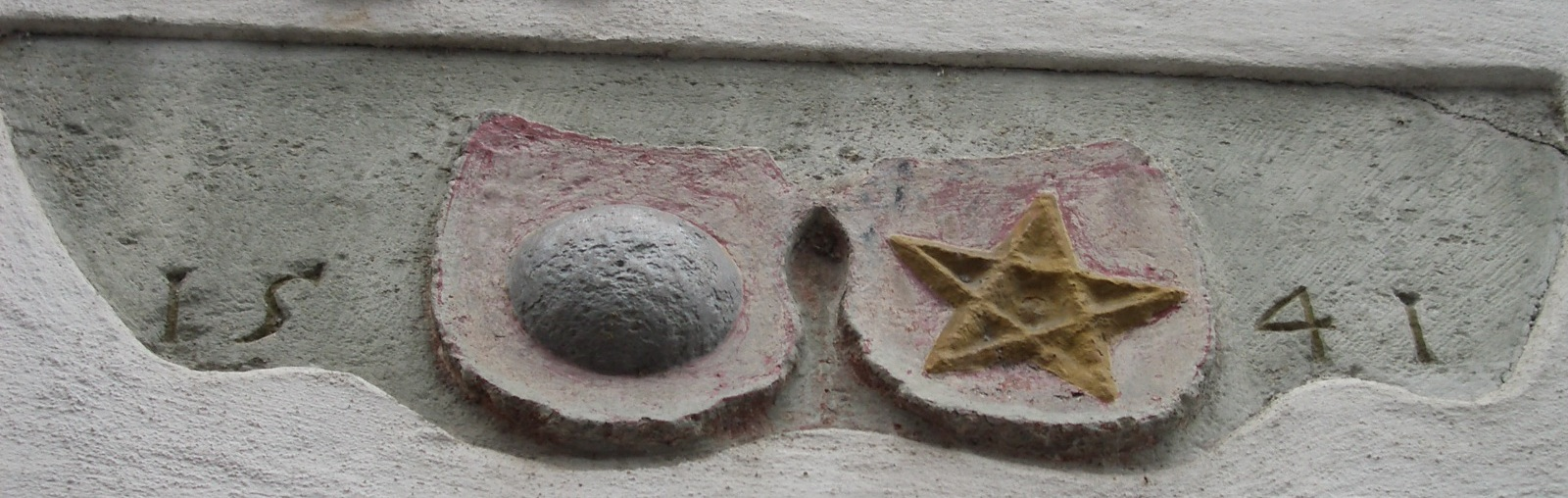
Ehemalige Stadtherberge von 1541 mit altem Stadtwappen und Drudenfuss als Hinweis für unentgeltliche Unterkunft und Verpflegung

Die Blasonierung des Gemeindewappens lautet: «Unter rot-weiss-rotem Schildhaupt in Gelb steigender roter Löwe.» Das Stadtsiegel von 1293 vereinte erstmals das habsburgische und das österreichische Wappen. Doch wie in vielen andern Städten (z. B. Baden, Zürich) führte Mellingen unterschiedliche Stadtsiegel und Stadtwappen. Vermutlich seit Beginn, sicher aber seit dem 14. Jahrhundert ist als Wappen eine rote Kugel in Weiss überliefert, die Farben erschienen ab 1512 umgekehrt. 1935 beschloss der Gemeinderat, das heutige dem Stadtsiegel von 1293 ähnliche Wappen mit Österreicher Binde und Habsburgerlöwe zu führen.

## Bevölkerung
Die Einwohnerzahlen entwickelten sich wie folgt:
| Jahr      | 1600     | 1755 | 1803 | 1850 | 1900 | 1930 | 1950 | 1960 | 1970 | 1980 | 1990 | 2000 | 2010 | 2020 |
| Einwohner | etwa 400 | 325  | 586  | 746  | 899  | 1538 | 1634 | 1941 | 3211 | 3285 | 3827 | 4239 | 4659 | 5865 |

Am 31. Dezember 2023 lebten 6170 Menschen in Mellingen, der Ausländeranteil betrug 34,7 %. Bei der Volkszählung 2015 bezeichneten sich 35,5 % als römisch-katholisch und 18,1 % als reformiert; 46,4 % waren konfessionslos oder gehörten anderen Glaubensrichtungen an. 83,0 % gaben bei der Volkszählung 2000 Deutsch als ihre Hauptsprache an, 4,9 % Italienisch, 2,6 % Albanisch, 2,1 % Bosnisch/Kroatisch/Serbisch, 1,1 % Türkisch, 0,8 % Französisch und 0,7 % Portugiesisch.

## Politik und Recht
Die Versammlung der Stimmberechtigten, die Gemeindeversammlung, übt die Legislativgewalt aus. Ausführende Behörde ist der fünfköpfige Gemeinderat. Er wird im Majorzverfahren vom Volk gewählt, seine Amtsdauer beträgt vier Jahre. Der Gemeinderat führt und repräsentiert die Gemeinde. Dazu vollzieht er die Beschlüsse der Gemeindeversammlung und die Aufgaben, die ihm vom Kanton zugeteilt wurden. Für Rechtsstreitigkeiten ist in erster Instanz das Bezirksgericht Baden zuständig. Mellingen ist Sitz des Friedensrichterkreises V, der 13 Gemeinden im Süden des Bezirks umfasst. Seit einigen Jahren ist in Mellingen auch das regionale Zivilstandsamt untergebracht.

## Wirtschaft
In Mellingen gibt es gemäss der im Jahr 2015 erhobenen Statistik der Unternehmensstruktur (STATENT) rund 1700 Arbeitsplätze, davon 1 % in der Landwirtschaft, 26 % in der Industrie und 73 % im Dienstleistungsbereich. Viele Erwerbstätige sind Wegpendler und arbeiten unter anderem in der Stadt Baden und dem Limmattal westlich von Zürich. An der Bahnlinie Lenzburg–Wettingen liegt das Socar-Tanklager Mellingen.
Nachdem der traditionsreiche Weinbau über ein Jahrhundert lang verschwunden war, wurde 2013 wieder ein Rebberg angelegt. An einem Südhang östlich von Mellingen war im Jahr 2018 eine Fläche von 1,5 Hektaren mit Reben bestockt. Angebaut werden die Sorten Blauburgunder, Pinotage, Riesling × Sylvaner und Sauvignon Blanc.

## Verkehr

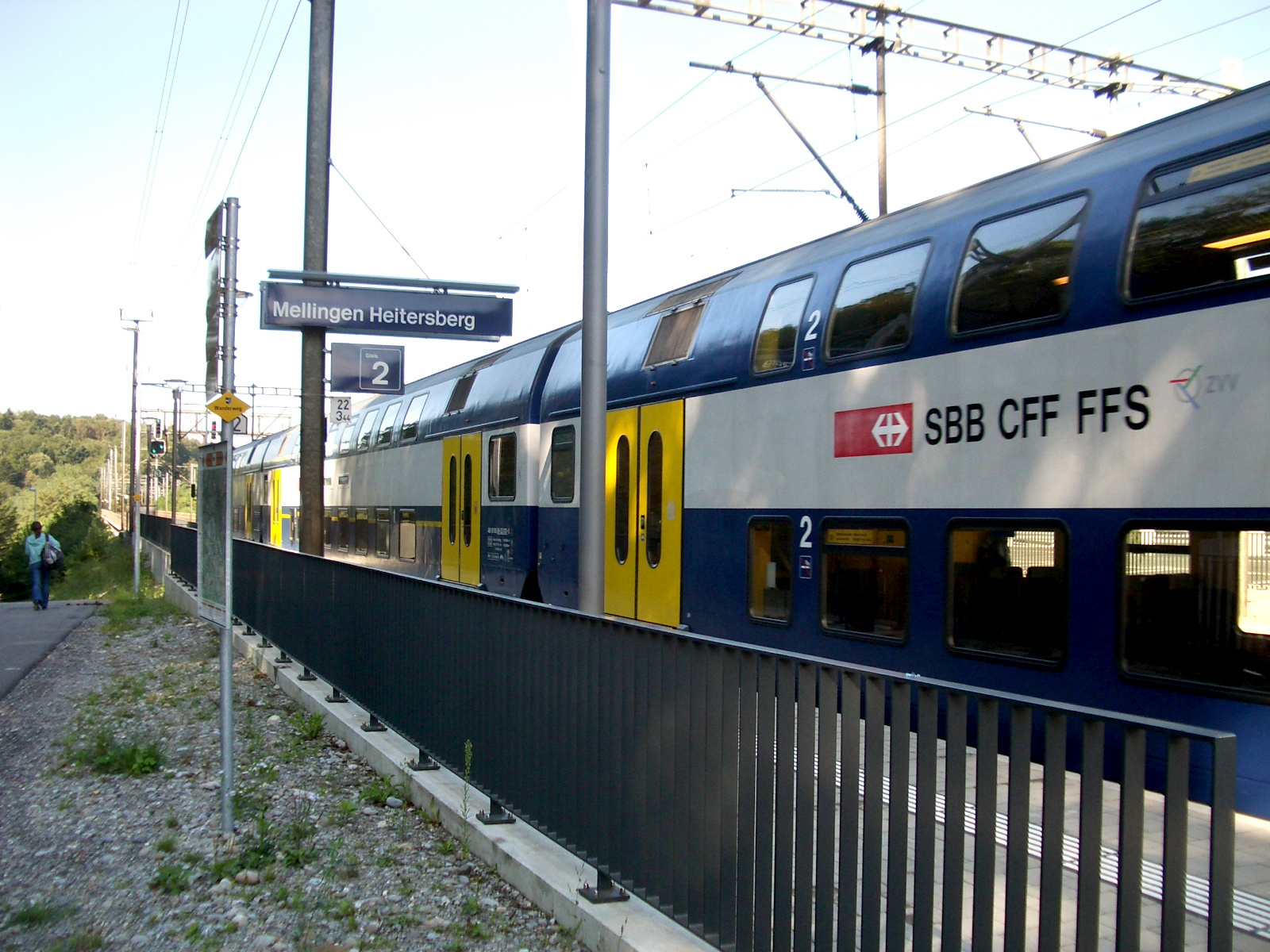
Bahnhof Mellingen Heitersberg, eröffnet 2004

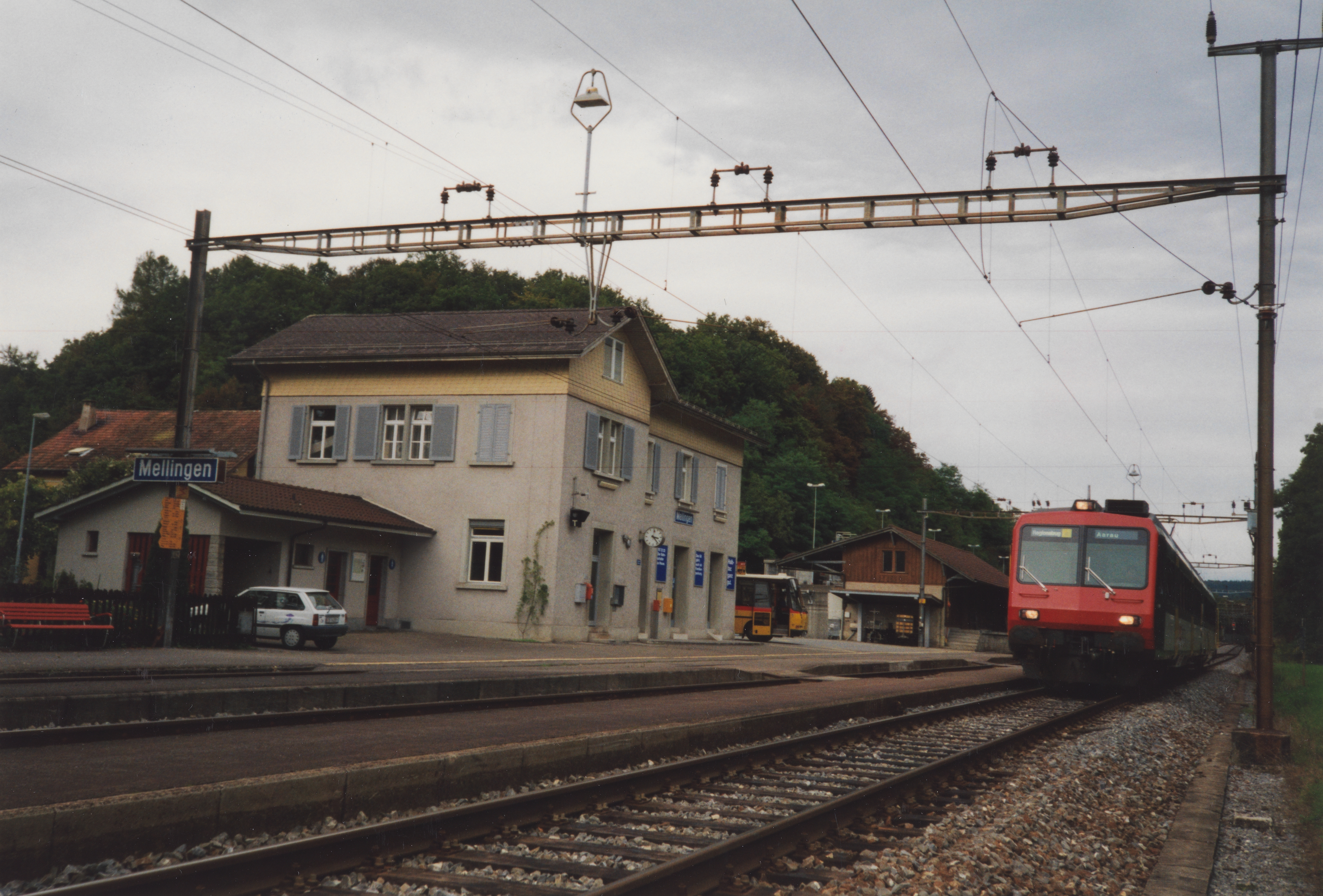
Der alte Bahnhof Mellingen in 1995

Mellingen liegt an der Kantonsstrasse 268 zwischen Lenzburg und Baden und ist Ausgangspunkt der Kantonsstrasse 269 nach Brugg sowie der Kantonsstrasse 270 nach Bremgarten. Die Rohrdorferstrasse führt über den Chüriberg nach Niederrohrdorf. Durch die Hohle Gasse führt der alte Weg nach Fislisbach. Die Autobahn A1 ist rund fünf Kilometer entfernt.
Die alte Landstrasse von der Reussbrücke Mellingen nach Baden führte bis in das 19. Jahrhundert in nördlicher Richtung direkt nach Dättwil. In den 1870er Jahren wurde die neue, etwas längere Strasse durch das Mülibachtal nach Fislisbach gebaut, die dem Trasse der Kantonsstrasse 268 entspricht.
Bereits im Jahr 2011 wurde über eine Umfahrung von Mellingen abgestimmt, um die Altstadt vom Durchgangsverkehr zu befreien. Nach verschiedenen Einsprachen, u. a. vom VCS und WWF, wurde das Projekt mehrmals angepasst. Nach Klärung aller Einsprachen erfolgte der Spatenstich am 6. Juni 2020. Die Umfahrung wurde am 29. Oktober 2022 eröffnet. Sie führt nordwestlich des Ortes durch und ist in zwei Abschnitte unterteilt, der 1. Abschnitt führt vom Kreisel Tanklager über die Neue Reussbrücke an die Birrfeldstrasse, der 2. Abschnitt von der Birrfeldstrasse zur Lenzburgerstrasse.
An der Haupteisenbahnlinie Lenzburg–Zürich ist seit dem 12. Dezember 2004 der Bahnhof Mellingen Heitersberg in Betrieb, an dem stündlich Züge der S-Bahn Zürich halten. Er ersetzte den alten Bahnhof Mellingen an der Bahnlinie Lenzburg–Wettingen der ehemaligen Nationalbahn, die heute nur noch von Güterzügen befahren wird. Zusätzlich wird Mellingen durch Postautolinien nach Baden, Brugg, Bremgarten, Dättwil, Mägenwil und Wohlen erschlossen. An Wochenenden verkehrt ein Nachtbus von Baden über Mellingen nach Bremgarten.
Durch das Gebiet von Mellingen führen zwei überregionale Radwanderwege: die Route 77 im Netzwerk von SchweizMobil folgt dem Reusstal und durchquert die Altstadt von Mellingen, die Route 34 überquert die Reuss auf dem Gruemetsteg und passiert den Bahnhof Mellingen Heitersberg. In der Landschaft von Mellingen sind mehrere Wanderwege ausgeschildert. Die kantonale Wanderroute «Aargauer Weg» erreicht von Baden kommend bei Mellingen die Reuss und folgt dieser flussaufwärts nach Bremgarten.

## Medien
Amtliches Publikationsorgan der Gemeinde Mellingen ist der erstmals 1899 erschienene «Reussbote». Gedruckt wird die zweimal wöchentlich erscheinende Lokalzeitung für das untere Reusstal, den Rohrdorferberg und angrenzende Gemeinden in der Mellinger Druckerei Nüssli.

## Bildung
In Mellingen gibt es drei Kindergartenstandorte (Weihermatt, Trottenstrasse und Neugrüen) und zwei Schulstandorte (Bahnhofstrasse und Kleine Kreuzzelg), an denen alle Schulstufen der obligatorischen Volksschule unterrichtet werden (Primarschule, Realschule, Sekundarschule und Bezirksschule). Die nächstgelegenen Gymnasien sind die Kantonsschule Baden und die Kantonsschule Wettingen.

## Personen
- Eugen Lüthy (1927–1990), Generalstabschef
- Ulrich Meyer (1647–1694), Abt des Klosters Wettingen
- Johann Jodok Singisen (1557–1644), Abt des Klosters Muri
- Edmund Schnyder (1606–1677), Abt des Klosters Sankt Urban
- August Häfner (1912–1999), verurteilter Kriegsverbrecher